# ريو سو يونغ
ريو سو يونغ هو ممثل كوري جنوبي ولد في 5 سبتمبر 1979.

## فيلموغرافيا

### مسلسلات ويب
| عام  | عنوان         | الدور        | المراجع |
| ---- | ------------- | ------------ | ------- |
| 2023 | صانعة الملكات | بايك جاي مين | [ 2 ]   |

## روابط خارجية
- ريو سو يونغ على موقع IMDb (الإنجليزية)
- ريو سو يونغ على موقع قاعدة بيانات الفيلم (الإنجليزية)